# Sturnella lilianae
El pradero de Lilian (Sturnella lilianae), también denominado pradero chihuahuense, pradero altiplanero, o loica de Lilian  es una especie de ave paseriforme de la familia Icteridae perteneciente al género Sturnella hasta recientemente (2022) considerada un grupo de subespecies del pradero oriental Sturnella magna. Es nativa del norte de México y del suroeste de Estados Unidos.

## Distribución

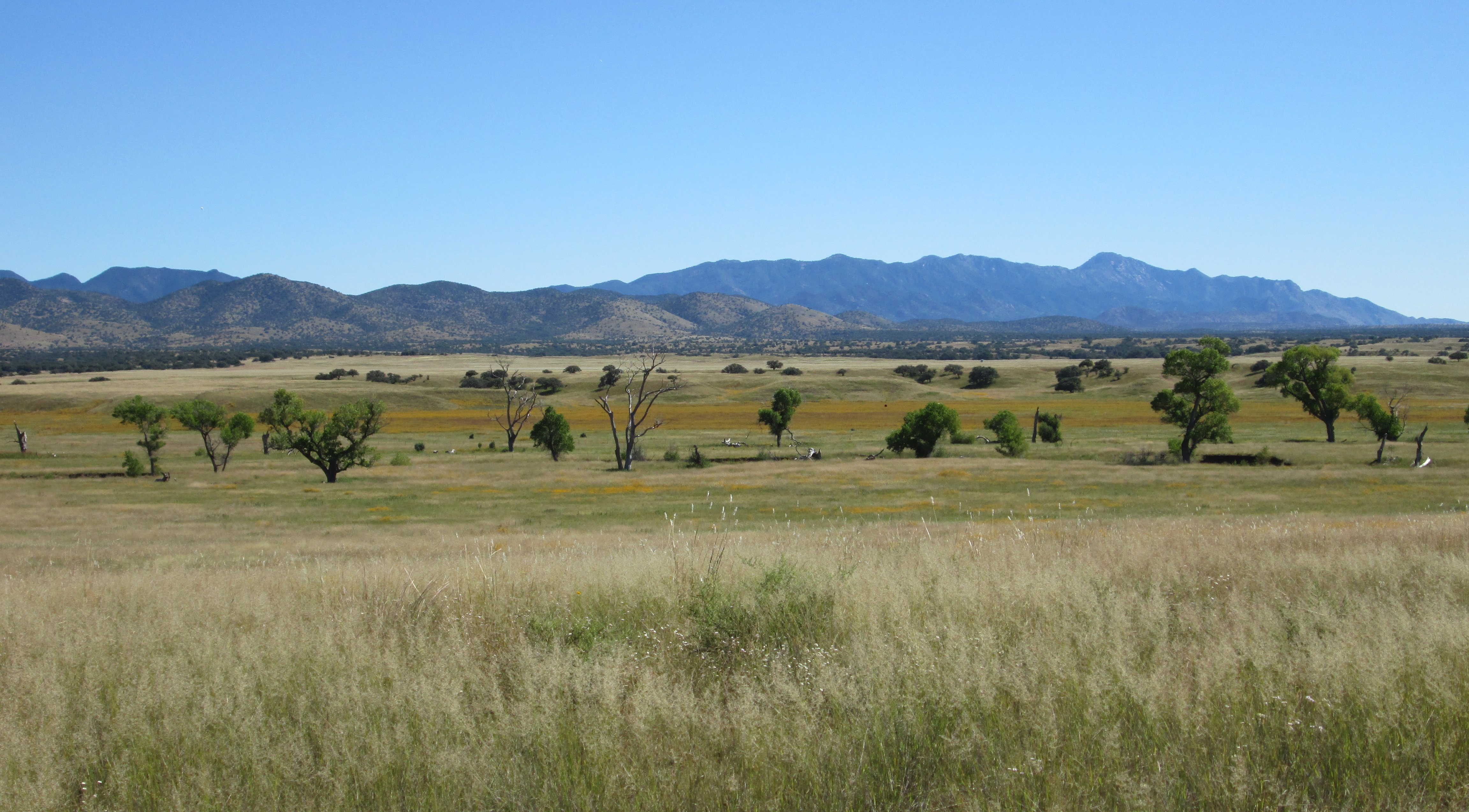
Pastizales áridos en el valle de San Rafael, Arizona, ejemplo de hábitat de la especie.

Se distribuye en el centro y sureste de Arizona, centro de Nuevo México y oeste de Texas al sur hasta el noreste de Sonora y norte de Chihuahua, existen registros de nidificación en el sur de Colorado; y en el oeste de México desde el sur de Sinaloa, litoral de Nayarit, y sur de Durango hasta el cinturón trans-volcánico del este del Estado de México.
El hábitat reproductivo de esta especie son los pastizales áridos desérticos del suroeste de Estados Unidos, las tierras bajas del Pacífico del oeste de México y los cultivos irrigados del centro de México.

## Sistemática

### Descripción original
La especie S. lilianae fue descrita por primera vez por el ornitólogo estadounidense Harry Church Oberholser en 1930 bajo el nombre científico de subespecie Sturnella magna lilianae; su localidad tipo es: «montañas Huachuca, Arizona, Estados Unidos».

### Etimología
El nombre genérico femenino «Sturnella» es un diminutivo de la palabra del latín «sturnus» que significa ‘estornino’; y el nombre de la especie «lilianae», conmemora a la patrocinadora estadounidense Lilian Convers Hanna
Baldwin (1852–1948).

### Taxonomía
La presente especie, junto a S. lilianae aureopectoralis fue descrita y tradicionalmente tratada como un grupo de subespecies del pradero oriental (Sturnella magna), aunque diversos autores ya cuestionaban tratarse de una especie plena. Finalmente, los estudios de Beam et al. (2021) demostraron que las diferencias morfológicas, de vocalización y genéticas justificaban plenamente la separación. Dicha separación fue validada en la Propuesta 2022-C-2 al Comité de Clasificación de Norte y Mesoamérica (N&MACC), y fue seguido por las principales clasificaciones.

### Subespecies
Según las clasificaciones del Congreso Ornitológico Internacional (IOC) y Clements Checklist/eBird se reconocen dos subespecies, con su correspondiente distribución geográfica:
- Sturnella magna lilianae Oberholser, 1930 – centro y sureste de Arizona, centro de Nuevo México y oeste de Texas al sur hasta el noreste de Sonora y norte de Chihuahua, puede llegar hasta el extremo sureste de Colorado.
- Sturnella magna aureopectoralis Saunders, 1934 – oeste de México desde el sur de Sinaloa, litoral de Nayarit, y sur de Durango hasta el cinturón trans-volcánico del este del estado de México, hasta el alto río Lerma.